# Tramwaje w İzmicie

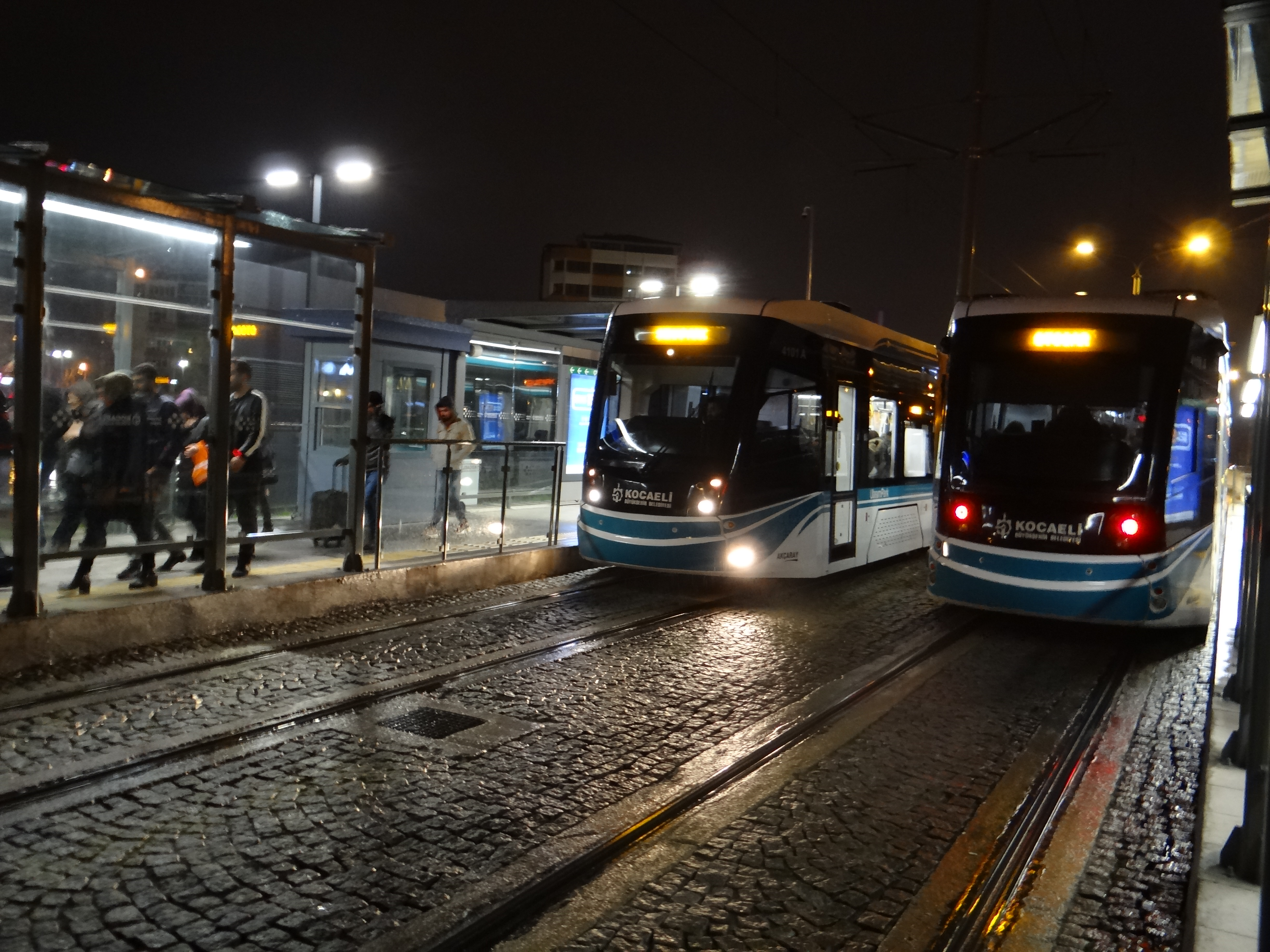
Tramwaj w İzmicie, 2018

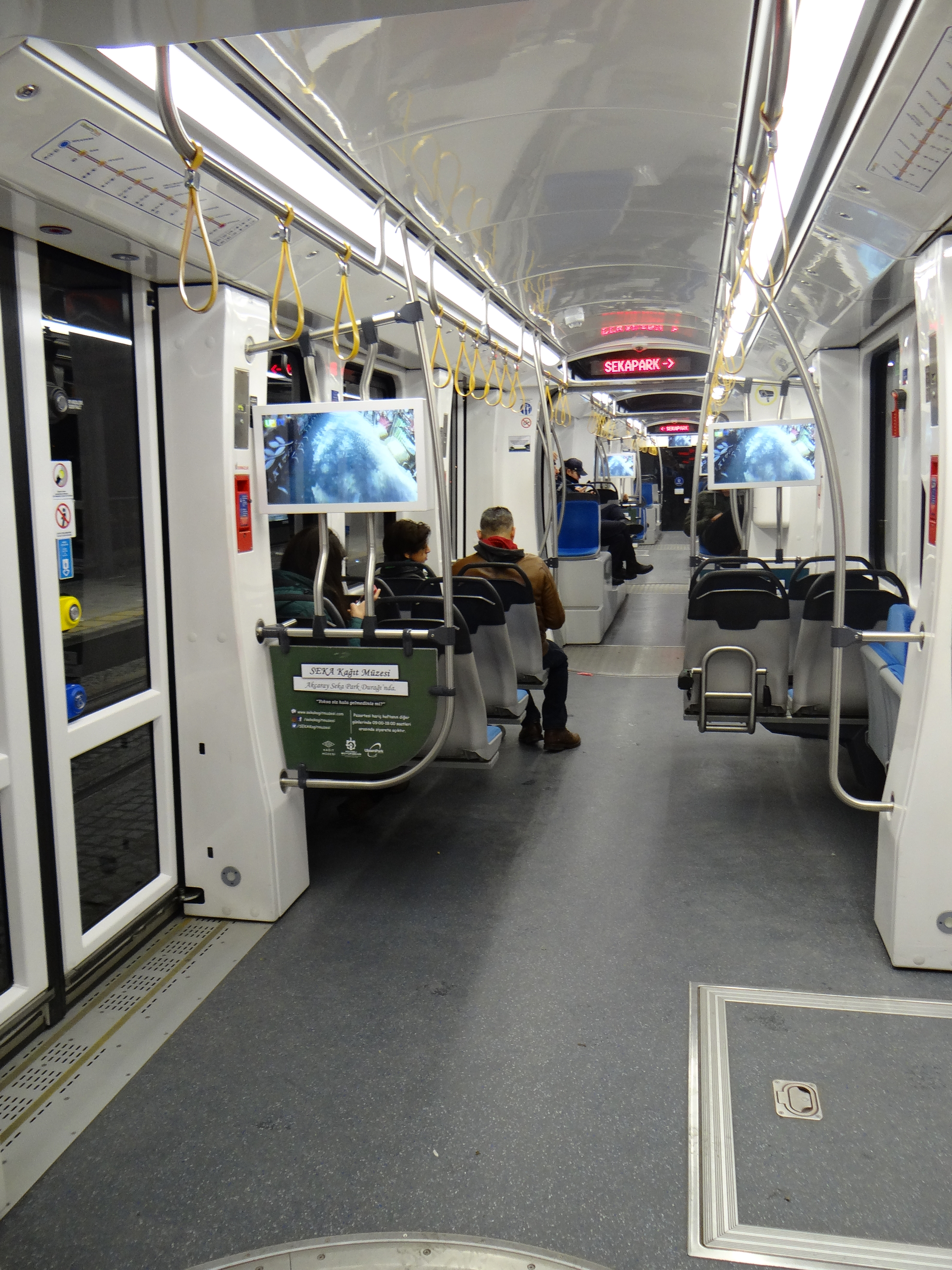
Wnętrze tramwaju

Tramwaje w İzmicie (przedsiębiorstwo Akçaray) – sieć tramwajowa działająca w tureckim mieście İzmit w prowincji Kocaeli.
Pierwszy przetarg na przygotowanie projektu linii odbył się w styczniu 2014 r., w okresie poprzedzającym wybory lokalne w Turcji. Przetarg na budowę linii został rozstrzygnięty 20 maja 2015. Wygrała go firma Gülermak, przedstawiając kosztorys opiewający na 113 mln 990 tys. lir tureckich. Na etapie projektowania zaproponowano przebieg trasy w osi starego deptaku, co wzbudziło kontrowersje wśród społeczności miasta.
Linia została uruchomiona 17 czerwca 2017 z częstotliwością trzech kursów na godzinę (co 20 minut). Do 15 lipca 2017 przejazd linią był bezpłatny. Po czterech dniach od otwarcia linii częstotliwość podniesiono do 4 kursów na godzinę (co 15 minut), a od początku września, wraz z rozpoczęciem roku szkolnego, wprowadzono częstotliwość zależną od pory dnia - w godzinach szczytu co 6 minut, w pozostałym czasie co 15 minut.
Obsługę linii zapewnia 12 pojazdów marki Durmazlar Panorama o długości 33 m każdy.